# Səbinə Babayeva
Səbinə Babayeva (Baku, 2 dicembre 1979) è una cantante azera.
Ha rappresentato il proprio Paese all'Eurovision Song Contest 2012.

## Biografia
Entrata nel mondo della musica sin da piccola, si è diplomata in canto alla Scuola Musicale Asaf Zeynally, ed ha partecipato a diversi concorsi di canto, sia in patria che all'estero. Nel suo Paese è nota principalmente per aver realizzato la colonna sonora della serie televisiva Bayaz hayat.

## All'Eurovision Song Contest
Babayeva ha partecipato alla finale nazionale per l'Eurovision Song Contest 2011, classificandosi terza.
Nel 2012, ha partecipato nuovamente alla finale nazionale, questa volta vincendola ed aggiudicandosi la possibilità di partecipare all'Eurovision Song Contest 2012 in cui si è classificata al quarto posto.
Il 17 marzo era stato comunicato il titolo del brano in concorso all'ESC 2012, When the Music Dies, canzone di Stefan Örn, Anders Bagge, Johan Kronlund e Sandra Bjurman, con Örn e Bjurman già autori di Running Scared, brano vincitore dell'edizione precedente.

## Discografia

### Singoli
- 2012 - When the Music Dies